# جيليولا ستافيلاني
تعمل عالمة الرياضيات الإيطالية الأمريكية جيليولا ستافيلاني (من مواليد 1966)  أستاذةً للرياضيات بكرسي آبي روكفلر ماوز في معهد ماساتشوستس للتكنولوجيا. يتمحور بحثها حول التحليل التوافقي ومعادلات التفاضل الجزئية، بما في ذلك معادلة كورتويغ دو فريس (Korteweg-de Vries equation) ومعادلة شرودنجر.

## التعليم والمهنة
نشأت ستافيلاني في مزرعة في مارتينسيكورو بوسط إيطاليا، وكانت جينها تتحدث باللهجة المحلية فقط وبدون أية كتب حتى أحضر شقيقها الأكبر بعضًا من كتبه. توفي والدها عندما كانت في العاشرة من عمرها، وقررت والدتها أنها لا تحتاج إلى الاستمرار في المدرسة الثانوية، ولكن ساعدها شقيقها في تغيير رأي والدتها. كانت تحب الرياضيات في مدرستها وشجعها معلموها وشقيقها على مواصلة دراستها بفكرة أنها قد تعود إلى مارتينسيكورو كمعلمة للرياضيات. حصلت على زمالة للدراسة في جامعة بولونيا حيث حصلت على البكالوريوس في الرياضيات في عام 1989؛ كانت أطروحتها حول وظائف غرين للمعادلات التفاضلية الجزئية الإهليلجية.
انتقلت ستافيلاني إلى جامعة شيكاغو لإكمال دراساتها العليا والمتابعة مع كارلوس كينيج بناءً على اقتراح أحد أساتذتها في بولونيا، وقد كان هذا تغيرًا كبيرًا عن خططها السابقة؛ فهذا يعني أنها لن تعد إلى مارتينسيكورو كمعلمة رياضيات. كانت لا تزال لغتها الإنجليزية بسيطة عندما وصلت إلى شيكاغو، ولم تقم باختبار اللغة الإنجليزية كلغة أجنبية؛ امتلكت حينها نوع خاطئ من التأشيرة للحصول على زمالة التدريس التي وُعدَت بها. كانت ستعود إلى موطنها تقريبًا، لكنها بقيت بعد تدخل بول سالي حين أقرضها المال الكافي لحل المشكلة. درست المعادلات التفاضلية الجزئية المشتتة مع كينيج في شيكاغو، وحصلت على درجة الماجستير في عام 1991 وعلى درجة الدكتوراه في عام 1995.
شغلت ستافيلاني منصب عضو هيئة تدريسية في جامعة ستانفورد عام 1999، وحصلت على المنصب هناك في عام 2001 بعد إتمامها دراسات ما بعد الدكتوراه في معهد الدراسات المتقدمة بجامعة ستانفورد وجامعة برينستون. التقت بزوجها توماساس مروكا أثناء وجودها في ستانفورد –وهو أستاذ للرياضيات في معهد ماساتشوستس للتكنولوجيا. وجدت ستافيلاني بعد سنة ونصف مناصبًا أقرب إليه في جامعة براون. انتقلت إلى معهد ماساتشوستس للتكنولوجيا في عام 2002، حيث أصبحت في عام 2006 الأستاذة الكاملة الثانية للرياضيات.

## الأعمال المشتركة
عملت ستافيلاني مع جيمس كولياندر وماركوس كيل وهيدو تاكاوكا وتيرينس تاو بشكل متكرر، وهم عمليًا يشكلون مجموعة تُعرف باسم «الفريق آي- the I-team». قيل بأن اسم هذه المجموعة جاء من ترميز عامل التخفيف المستخدم في طريقة الفريق التي تدعى السبيل إلى الكميات المحفوظة تقريبًا، أو كاختصار لـ «التفاعل- interaction» كإشارة إلى العمل الجماعي للمجموعة، وإلى تفاعلات موجات الضوء مع بعضها البعض. ظهر عمل المجموعة بشكل بارز عند نيل أحد أعضاء المجموعة –تاو- ميدالية فيلدز لعام 2006.

## الجوائز والتكريمات
حازت ستافيلاني على زمالة سلون من 2000 إلى 2002. كانت عضوًا في معهد رادكليف للدراسات المتقدمة في 2009-2010. كانت في عام 2012 أحد الزملاء الذي افتتحوا الجمعية الأمريكية للرياضيات. جرى في عام 2014 تكريمها في الأكاديمية الأمريكية للفنون والعلوم.

## منشورات مختارة
- ستافيلاني، جيغيولولا (1997)، «في معادلات من نمط كورتويغ دو فريس المعممة»، المعادلات التفاضلية والتكاملية، 10 (4): 777–796, MR 1741772.
- ستافيلاني، جيغيولولا (1997)، «حول نمو معايير سوبوليف العالية لحلول معادلات كورتويغ دو فريس وشرودنغر»، مجلة ديوك الرياضية، 86 (1): 109–142, doi:10.1215/S0012-7094-97-08604-X, MR 1427847.

•* ستافيلاني، جيغيولولا؛ تاتارو، دانيال (2002)، «تقديرات ستريشارتز لعامل شرودنغر مع المعاملات غير المستقرة»، العلاقات في المعادلات التفاضلية الجزئية، 27 (7–8): 1337–1372، doi: 10.1081 / PDE-120005841، MR 1924470.
- كوليندر، جيمس؛ كيل، ماركوس؛ ستافيلاني، جيغيولولا؛ تاكاوكا، هيرويوكي؛ تاو، تيرينس (2003)، «التوضع الجيد الإجمالي الحاد لكورتويغ دو فريس وكورتويغ دو فريس المعدلة في R وt»، دورية الجمعية الأمريكية للرياضيات، 16 (3): 705–749, arXiv:math/0110045, doi:10.1090/S0894-0347-03-00421-1, MR 1969209.
- كوليندر، جيمس؛ كيل، ماركوس؛ ستافيلاني، جيغيولولا؛ تاكاوكا، هيرويوكي؛ تاو، تيرينس (2008)، «التشتت والتوضع الجيد الإجمالي لمعادلة الطاقة الحرجة غير الخطية لشرودنغر في R3»، دورية حوليات الرياضيات- السلسلة الثانية، 167 كوليندر، جيمس؛ كيل، ماركوس؛ ستافيلاني، جيغيولولا؛ تاكاوكا، هيرويوكي؛ تاو، تيرينس (2010)، «نقل الطاقة إلى الترددات العالية في معادلة شرودنجر غير المركزة غير الخطية»، دورية إنفنشنز ماثيماتيكا، 181 (1): 39–113, Bibcode:2010InMat.181...39C, doi:10.1007/s00222-010-0242-2, MR 2651381.